# Річард Крузе
Річард Крузе (англ. Richard Kruse; нар. 30 липня 1983 року, Лондон, Велика Британія) — британський фехтувальник на рапірах, призер чемпіонатів світу та Європи, чемпіон Європейських ігор.

## Виступи на Олімпіадах
| Олімпіада           | Дисципліна           | Місце |
| ------------------- | -------------------- | ----- |
| Афіни 2004          | індивідуальна рапіра | 8     |
| Пекін 2008          | індивідуальна рапіра | 14    |
| Лондон 2012         | індивідуальна рапіра | 17    |
| Лондон 2012         | командна рапіра      | 6     |
| Ріо-де-Жанейро 2016 | індивідуальна рапіра | 4     |
| Ріо-де-Жанейро 2016 | командна рапіра      | 6     |